# 1798 у літературі

## Твори
- «Балада, у якій описується, як одна старенька їхала на чорному коні вдвох, і хто сидів попереду» (англ. A Ballad, Shewing How An Old Woman Rode Double, And Who Rode Before Her) — поема Роберта Сауті
- «Про світову душу» — праця німецького філософа-ідеаліста Фрідріха Вільгельма Шеллінга
- «Новий синопсис, або Короткий опис про походження Словено-Російського народу; владичествування всеросійських государів в Новгороді, Києві, Володимирі та Москві» — історична праця Петра Захар'їна, написана у Миколаєві (зберігається у Педагогічному музеї в Києві)

## Видання
- «Енеїда» — поема Івана Петровича Котляревського стала першою друкованою книгою, написаною народною українською мовою, від якої зазвичай датується початок становлення і розвиток сучасної української літератури
- Вийшла книга «Практичне виховання» (англ. Practical Education), яка була написана Марією Еджворт в співавторстві з батьком та принесла їм популярність

## Народилися
- 19 квітня — Діонісіос Соломос, один з фундаторів новогрецької поезії, автор національного гімну Греції «Гімн про волю»
- 3 травня — Густав Олізар, польський поет, київський губернський маршал дворянства
- 22 грудня — Массімо Д'Азельо, італійський політичний діяч і письменник
- 24 грудня — Адам Міцкевич, польський поет, засновник польського романтизму, діяч національно-визвольного руху

## Померли
- 4 червня — Джакомо Казанова, відомий італійський авантюрист, мандрівник і письменник
- 24 червня — Рігас Фереос, діяч грецького національно-визвольного руху, поет
- Полетика Григорій Іванович, український дипломат, перекладач